# Harry Birchill
Harry Birchill, né le 1er janvier 2001, est un coureur cycliste britannique.

## Biographie
Harry Birchill est né dans le comté de Devon, au sud-ouest de l'Angleterre. Intéressé par le cyclisme depuis sa plus tendre enfance, il pratique ce sport depuis l'âge de sept ans,. Il s'est à la fois consacré au cyclo-cross et au VTT, avant de passer aux compétitions sur route. 
En 2018, il décroche le bronze dans la course par équipes aux Jeux olympiques de la jeunesse, en compagnie de son compatriote Sean Flynn. L'année suivante, il termine premier du championnat de Grande-Bretagne et troisième du championnat d'Europe de cross-country chez les juniors. Il remporte aussi un nouveau titre de champion national en 2021, parmi les espoirs.
Le 8 août 2022, il se classe huitième de l'épreuve cross-country aux Jeux du Commonwealth. Birchill délaisse ensuite définitivement le VTT pour basculer vers la route. Il devient ainsi stagiaire de l'équipe continentale Saint Piran. Bon sprinteur, il participe au Tour de Grande-Bretagne, où il se classe onzième d'une étape. 
En 2023, il intègre officiellement l'effectif de Saint Piran. Avec cette formation, il se distingue en obtenant une victoire et diverses places d'honneur dans le calendrier national britannique. Il termine également deuxième de la Muur Classic Geraardsbergen, huitième de la dernière étape du Kreiz Breizh Elites ou encore dix-huitième de la Polynormande.

## Palmarès sur route

### Par année
- 2022
  - 2e du Grand Prix Lucien Van Impe
- 2023
  - Ryedale Grand Prix
  - 2e de la Perfs Pedal Race
  - 2e du Lancaster Grand Prix
  - 2e du Sheffield Grand Prix
  - 2e de la Muur Classic Geraardsbergen
  - 3e du National Road Series

### Classements mondiaux
| Année                                 | 2022  | 2023  |
| ------------------------------------- | ----- | ----- |
| Classement mondial                    | 2217e | 1410e |
| UCI Europe Tour                       | 1395e | 943e  |
|                                       |       |       |
| Légende : nc = non classéSource : UCI |       |       |

## Palmarès en VTT

### Championnats d'Europe
- Brno 2019
  -  Médaillé de bronze du cross-country juniors

### Championnats nationaux
- 2019
  -  Champion de Grande-Bretagne de cross-country juniors
- 2021
  -  Champion de Grande-Bretagne de cross-country espoirs